# Ленинское (Саратовская область)
Ленинское (нем. Schwed) — село в Красноярском муниципальном образовании в составе Энгельсского района Саратовской области. Население — 1151 (2015)
Основано в 1765 году как немецкая колония Швед.

## География
Село расположено на расстоянии 30 км от железнодорожной станции Покровск Приволжской железной дороги на левом берегу реки Большой Караман.
Окрестные сёла — Красный Яр, Звонарёвка, Старицкое, Подстепное, Усть-Караман.

## История
Село основано в 1765 году. Основали его переселенцы из Саксонии, Нюрнберга и Данцига, всего 24 семьи. В 1768 году было получено название Звонарёвка. В 1772 году население колонии составляло 92 души обоего пола. Колония Звонаревка принадлежала к Красноярскому округу Новоузенского уезда Самарской губернии. К 1857 году население выросло до 1243 человек. В 1870-е годы из колонии в Америку выехал 61 человек. В 1897 году жителей колонии насчитывалось 2004 человека, среди них 1982 были немцами. В 1910 году население составляло 3412 человека.
После образования автономной области немцев Поволжья село Швед относилось сначала к Нижне-Караманскому району, затем — к Марксштадтскому кантону. В 1922 году был образован Красноярский кантон, село Швед становится административным центром Шведского сельского совета Красноярского кантона республики немцев Поволжья. Название Швед официально возвращено в 1927 году
В 1920 году в селе проживало 2098 чел., здесь насчитывалось 288 хозяйств, все они были немецкими.
Из-за голода в Поволжье в 1921—1922 годах произошло резкое уменьшение населения села. На 1 января 1922 года проживало здесь 1677 человек, а по переписи 1926 года 1759 человек.
В селе имелась кооперативная лавка, сельскохозяйственное кооперативное товарищество, машинное товарищество, начальная школа, передвижная библиотека.
В конце 1920-х в селе был организован колхоз «Нойе Бан».
28 августа 1941 года был издан Указ Президиума ВС СССР о переселении немцев, проживающих в районах Поволжья. Немецкое население депортировано, село, как и другие населённые пункты Красноярского кантона было включено в состав Саратовской области, в 1942 году переименовано в Ленинское.
Административно село стало центром Ленинского сельсовета, новый колхоз получил имя В.И. Ленина. 
В колхоз имени В.И. Ленина входили производственные участки и животноводческие фермы (молочно-товарная, свиноводческая, овцеводческая) в сёлах Усть-Караман, Старицкое, Ленинское. Колхоз занимался выращивал пшеницу, просо, ячмень. В это время за счёт средств колхоза были газифицированы дома в сёлах Ленинское, Старицкое, Усть-Караман. Асфальтированы дороги в сёлах Ленинское, Старицкое. Поддерживались школы и дома культуры.
До 2005 года Ленинское было центром одноимённого округа, после чего вошло в состав Красноярского муниципального образования.

## Население
Динамика численности населения
| 1765 | 1767 | 1773 | 1788 | 1798 | 1816 | 1834 | 1850 | 1859 | 1883 | 1889 | 1897 | 1904 | 1910 | 1920 | 1922 | 1923 | 1926 | 1931 | 1934 | 1939 |
| ---- | ---- | ---- | ---- | ---- | ---- | ---- | ---- | ---- | ---- | ---- | ---- | ---- | ---- | ---- | ---- | ---- | ---- | ---- | ---- | ---- |
| 92   | 78   | 72   | 110  | 156  | 304  | 589  | 1011 | 1286 | 1634 | 1646 | 2004 | 3343 | 3412 | 2098 | 1677 | 1623 | 1759 | 2112 | 2500 | 2550 |

В 1931 году немцы составляли 98,6 % населения села
| 2002 | 2010  | 2015  |
| ---- | ----- | ----- |
| 1020 | ↗1075 | ↗1151 |

## Известные уроженцы и жители
- Ерин Борис Георгиевич (18.08.1929 — 8.02.1984) — тракторист колхоза имени Ленина Энгельсского района Саратовской области. Герой Социалистического Труда.
- Трофимов Владимир Павлович[7] (19.08.1924, с. Романовка Фёдоровского района Саратовской обл. – 14.01.2010, г. Энгельс) – Председатель колхоза имени Ленина Энгельсского района Саратовской области с 01.09.1956 - 15.10.1975. В 1974 году награжден Орденом Трудового Красного Знамени.